# William Bridges Adams

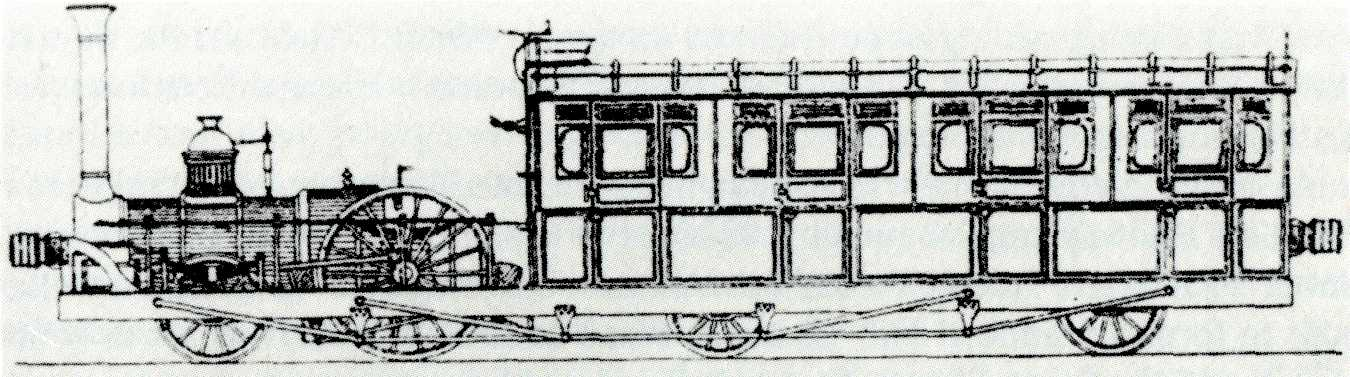
Railmotor a vapor Enfield, construido en los Talleres de Locomotoras Fairfield en 1849. Utilizado en el ramal de Enfield, pero también empleado en ocasiones como locomotora en la línea principal (véanse los topes elevados para usarse con otro tipo de material)

William Bridges Adams (1797-23 de julio de 1872) fue un escritor, inventor e ingeniero británico, conocido por haber inventado el eje Adams, un exitoso diseño utilizado en los ferrocarriles de Gran Bretaña. Sus escritos técnicos, incluyendo English Pleasure Carriages (1837) y Roads and Rails (1862) trataron todas las formas de transporte terrestre de la época. Llegó a ser un destacado escritor sobre la reforma política, bajo el seudónimo de Junius Redivivus (Junius renacido); una referencia a un escritor de cartas políticas del siglo anterior. 

## Vida personal
Adams nació y creció en Woore, Shropshire, cerca de Madeley, Staffordshire y se educó en la Escuela de Madeley. Su padre era hijo de un agricultor yeoman de Woore, que se mudó a Londres, donde trabajó primero como obrero y luego en su propio negocio. Su principal actividad era suministrar cuero a los carroceros desde su tienda de Dean Street en el Soho. A su debido tiempo, fue aprendiz de la firma de construcción de carruajes Baxter & Pierce de Long Acre, Londres. Durante el tiempo que estuvo con la compañía, el carro de viaje de Napoleón fue llevado allí tras la batalla de Waterloo, y Bridges Adams hizo un dibujo de él. 
En diciembre de 1819 se casó con Elizabeth Place, la hija del reformador social Francis Place. El matrimonio emprendió un viaje para probar suerte en un clima más cálido, y en 1820 partieron hacia Valparaíso en Chile, donde Adams se empleó como administrador de la herencia de Lord Cochrane, por un salario de 200 libras anuales. En 1821 tuvo un hijo, William Alexander Adams. La familia sobrevivió al catastrófico terremoto de Copiapó que sacudió Valparaíso del 19 de noviembre de 1822. Elizabeth murió el 8 de agosto de 1823, cuando dio a luz a un segundo hijo, que también murió. Después de esta tragedia, Adams regresó a Inglaterra con su hijo en 1826, emprendiendo un largo viaje a través de los Andes hasta Buenos Aires y desde allí en barco de regreso a Londres a través de Falmouth. Después de un nuevo viaje a los Estados Unidos, se estableció en Londres y comenzó a trabajar en la firma Hobson & Co, Coachmakers. 

### Matrimonios
Adams se casó tres veces. Su primera esposa fue Elizabeth Place. Se casó con Sarah Fuller Flower Adams en 1834 y residieron en el ahora demolido Sunnybank, Woodbury Hill, en Loughton, donde una placa azul conmemora a la pareja conjuntamente. Después de la muerte de Sarah en 1848, se volvió a casar con Ellen Kendall, con quien tendría una hija, Hope Bridges Adams. 

### Vida posterior
Adams murió en Cuthbert House, Broadstairs, Kent, a los setenta y cinco años, y fue enterrado en la Iglesia de San Pedro en la ciudad.

## Ingeniería ferroviaria

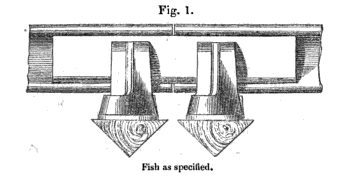
Eclisa Adams

Adams patentó un resorte mejorado para los carruajes, al que denominó "bow spring". Este dispositivo también podía usarse en vagones de ferrocarril, y su fabricación en los Talleres Currier en Drury Lane y Parker Street, en el Soho, resultó rentable. El negocio gestionó en nombre de su tío Samuel Adams. En 1842, el taller se trasladó desde sus pequeñas instalaciones a una parcela de tres acres contigua al Ferrocarril de los Condados del Este en Fair Field, Bow. La compañía pasó a llamarse Adams & Co., fundándose en 1843 los Talleres de Locomotoras Fairfield (51°31′52″N 0°01′19″O / 51.5312, -0.0219) en Bow, London Este, donde se especializó en motores ligeros, vagones de vapor (o railmotores) y vagones de inspección. Sus máquinas se vendieron en pequeñas cantidades a ferrocarriles de toda Gran Bretaña e Irlanda, incluido el vagón de vapor Fairfield para el Ferrocarril de Bristol y Exeter de vía ancha; y el Enfield para su cliente más importante, el Ferrocarril de los Condados del Este, con sede en la cercana Stratford. Insatisfecho con las juntas biseladas que se usaban para unir los carriles de hierro, inventó la primera eclisa ferroviaria, en forma de una cuña sin tornillos entre dos sillas contiguas, en colaboración con Robert Richardson, un ingeniero subalterno de Peter Bruff en el Ferrocarril de los Condados del Este. Los dos hombres patentaron la invención en 1847. Aunque el diseño fue exitoso, dificultades financieras obligaron a Adams a renunciar a la patente. Esta versión pionera de la eclisa pronto fue superada por una versión mejorada sujeta con tornillos, ideada por James Samuel del Ferrocarril del Condado del Este. También suministró una locomotora con depósito incorporado 2-2-0 al Ferrocarril Romano.
Aunque los inventos y escritos de Adams se hicieron conocidos, las locomotoras que produjo tuvieron poca repercusión. El negocio de la ingeniería fracasó algunos años después, aunque para entonces Adams había ampliado sus intereses a campos como el diseño de ropa y el periodismo.

## Confusión con William Adams
Una de las primeras compañías ferroviarias en utilizar ampliamente su diseño de eje fue el Ferrocarril de Londres y del Suroeste, donde el Superintendente de Locomotoras, el creador del bogie Adams, también se llamaba William Adams. Por otra coincidencia, también había dirigido anteriormente un taller de locomotoras en Bow, aunque no se trataba de un negocio privado, sino que pertenecía al Ferrocarril del Norte de Londres. En 1865, la Sociedad de Ingenieros de Londres hizo una comparación directa entre el bogie con el apoyo lateral de goma india de William Adams y el eje radial de William Bridges Adams: durante los ensayos realizados en el Ferrocarril del Norte de Londres, el bogie con muelles laterales se determinó que era superior al eje radial, pero cuando William Adams se mudó al Ferrocarril de Londres y del Suroeste, adoptó el eje diseñado por su rival Bridges Adams. Las locomotoras ahora conocidas como Radiales Adams llevan el nombre del Superintendente de Locomotoras, pero son famosas por el eje inventado por William Bridges Adams.